# Оргіси-Рутенберги

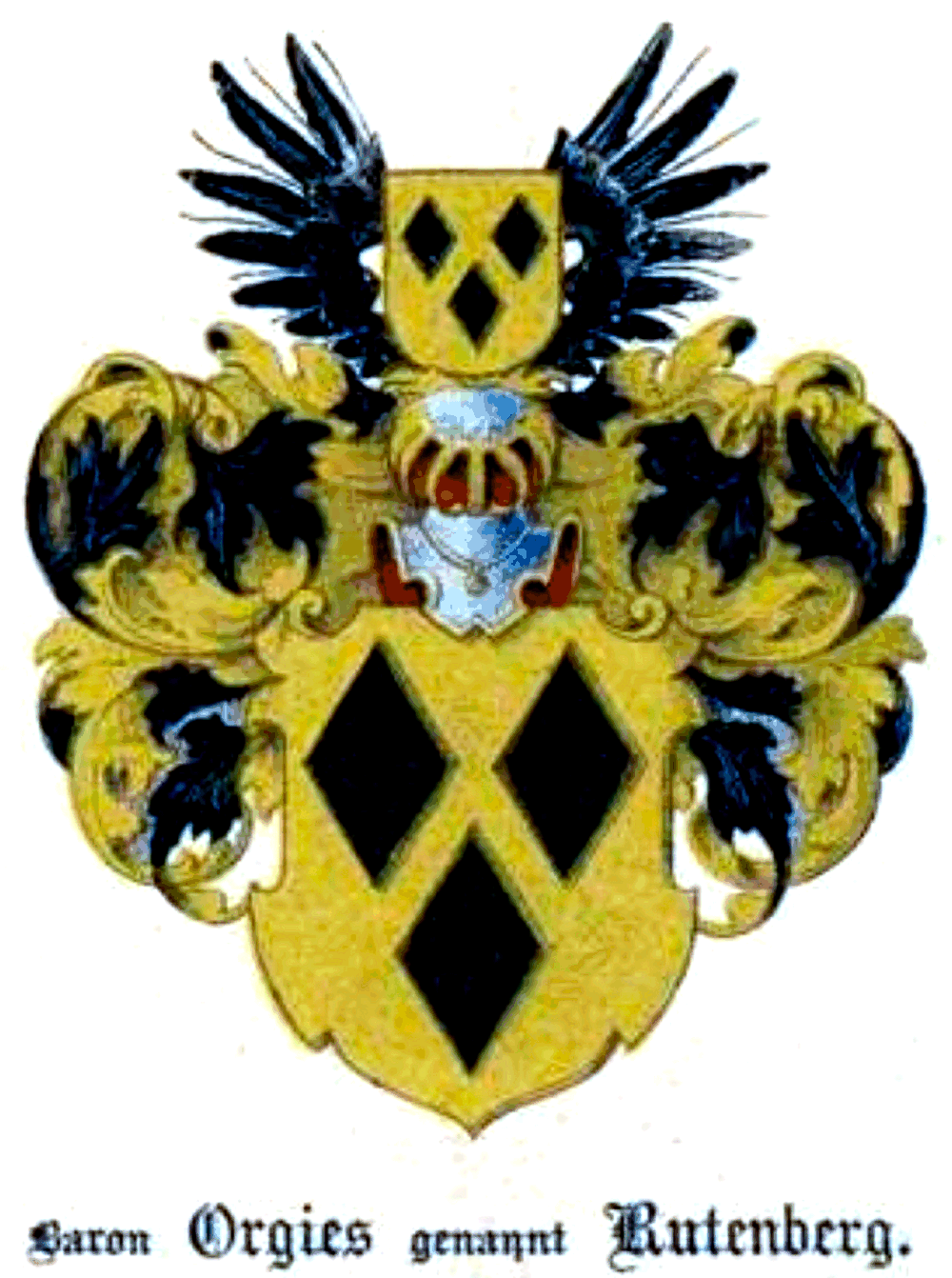
Герб Оргісів-Рутенбергів (Балтійський гербовник)

О́ргіси-Ру́тенберги (нім. Orgies-Rutenberg), або фон О́ргіси-Ру́тенберги (нім. von Orgies-Rutenberg, «Оргіські Рутенбеги») — німецький шляхетний рід. Піддані Польщі, Швеції, Курляндії, Росії. Походили із Брауншвейзької землі. Вперше згадуються у джерелах ХІІІ ст. Поділялися на ряд гілок: брауншвейзьку, померанську, курляндську, ліфляндську, естляндську тошо. На початку XIV ст. деякі представники роду переїхали до Старої Лівонії, де служили місцевим володарям: датським королям, ризьким єпископам і Тевтонському ордену в Лівонії. Представники курляндської гілки займали керівні посади у герцогстві Курляндії-Семигалії. Російський Сенат підтвердив баронський титул цієї гілки у 1862 році.

## Назва
- О́ргіси-Ру́тенберги (нім. Orgies-Rutenberg), або фон О́ргіси-Ру́тенберги (нім. von Orgies-Rutenberg, «Оргіські Рутенбеги») — прізвище незрозумілого походження. Оргіс може бути скороченням від лат. de Reno, de Rine, de Orghys, що вказує на «рейнські» витоки роду, або спотвореною назвою села Орренгоф в Естляндії, яким володів Леон Реноський (лат. Leo de Reno), один із історичних попередників роду.
- О́ргіси, звані Ру́тенбергами (нім. Orgies genannt Rutenberg)

## Герб
У золотому щиті три чорні ромби клином донизу. Намет чорний підбитий золотом. У клейноді два чорні крила, між якими золотий щиток із трьома чорними ромбами.

## Представники
- Фердинанд (?—?) ∞ Анна-Катаріна фон Фіркс (?—?)
  - Карл-Фердинанд (1741 — 1801), курляндський ландгофмейстер. ∞ Єлизавета фон Гроттгусс (?—1788)[1]